# フランチェスコ・マリア・デル・モンテ
フランチェスコ・マリア・ボルボーネ・デル・モンテ（Francesco Maria Borbone Del Monte、1549年7月5日 - 1627年8月27日）は、イタリア出身のローマ・カトリック教会の枢機卿、外交官、美術鑑定家。バロック美術の巨匠カラヴァッジョの最初のパトロンとなり、また多くの重要な芸術作品を収集していたことで知られる。

## 生涯
デル・モンテは数人の教皇と大勢の枢機卿を輩出したヴェネツィアの上級貴族デル・モンテ家に生まれた。父は初代モンテ・バロッチョ伯爵となったラニエーリ・ボルボーネ・デル・モンテ侯爵、母はミネルヴァ・ピアノーサである。また、血統的にかなり離れてはいるが、後にフランス王家となるブルボン家の血を引いていた。デル・モンテの教会でのキャリアは、モンテ・ファバーリにあるサンタ・クローチェ修道院の、聖職禄のみを受ける修道院長の役職から始まった。彼はまもなくローマに赴き、非常に若くしてアレッサンドロ・スフォルツァ枢機卿付きの会計検査官に任じられたものの、その後フェルディナンド・デ・メディチ枢機卿の取り巻きとなることを選んだ。1580年には使徒座署名院最高裁判所の伝奏官に昇進、そして還俗してトスカーナ大公となったフェルディナンドに仕えるようになった。
デル・モンテは1588年12月14日、シクストゥス5世主宰の教皇枢密会議の決定により、助祭枢機卿に任じられ、翌1589年にサンタ・マリア・イン・ドミニカ聖堂の助祭になった。デル・モンテは枢機卿となったばかりで、1590年に2回行われ、1591年、1592年にそれぞれ1回おこなわれたコンクラーヴェに出席している。サンタ・マリア・イン・アラコエーリ聖堂、サンタ・マリア・イン・トラステヴェレ聖堂、サン・ロレンツォ・イン・ルチア聖堂は、後にデル・モンテの名義聖堂となった。枢機卿デル・モンテは熟達した外交官、行政官であった。彼はかつて枢機卿であったトスカーナ大公フェルディナンド・デ・メディチの代理人として活動し、慎重かつ確固とした親フランス派として、教皇に対する影響力を争うスペインとフランスの争いに身を投じた。デル・モンテは1606年から1616年までトリエント協議会の責任者を務め、1621年のコンクラーヴェでは教皇となる野心を抱いたが、親フランス派であったためスペイン派枢機卿たちの票を得られず、敗北した。
デル・モンテは兄で科学者のグイドバルドとともに、ガリレオ・ガリレイが1589年にピサで、1592年にパドヴァで数学教師として教鞭をとれるように便宜を図っている。1610年、ガリレオは「メディチ星」（木星の衛星）を発見したとき、デル・モンテ枢機卿に星図（Sidereus nuncius）の複製と望遠鏡を贈っている。ガリレオが1611年にローマに赴いた際、大公コジモ2世はガリレオにデル・モンテ枢機卿の顧問団に入るよう勧め、枢機卿ならガリレオのバチカン滞在で便宜を図ってくれると言っている。
ポーズナー、フロマー、ヒバードらの研究者は、ディルク・ヴァン・アーメイデンなど同時代人の残した現存史料から、デル・モンテには男色趣味があり、この性向は彼の依頼した美術品に強く影響しているうえ、教皇の座を獲得するうえで障害となっていただろう、という推察を発表している。
デル・モンテは1627年、ローマのマダマ宮殿（現在のイタリア元老院の議場）で亡くなり、同市にあるサント・ウルバーノ教会に埋葬された。
デル・モンテは鋭いセンスを備えた芸術と科学の支援者だった。彼は著名なガラス工芸品「ポートランドの壺」の記録されている最初の所有者であり、邸宅であったマダマ宮殿は当時のローマにおいて最も知的なサロンであった。亡くなった時、枢機卿の収集していた美術コレクションは600点近くになっており、またカラヴァッジョの初期の作品数点はデル・モンテのために制作されたものであった。